# Arytaina cornicola
Arytaina cornicola är en insektsart som beskrevs av Georg von Frauenfeld 1869. Arytaina cornicola ingår i släktet Arytaina och familjen rundbladloppor. Inga underarter finns listade i Catalogue of Life.